# Southern belle
 (juin 2021).
La mise en forme du texte ne suit pas les recommandations de Wikipédia : il faut le « wikifier ».
Les points d'amélioration suivants sont les cas les plus fréquents :
- Les titres sont pré-formatés par le logiciel. Ils ne sont ni en capitales, ni en gras.
- Le texte ne doit pas être écrit en capitales (les noms de famille non plus), ni en gras, ni en italique, ni en « petit »…
- Le gras n'est utilisé que pour surligner le titre de l'article dans l'introduction, une seule fois.
- L'italique est rarement utilisé : mots en langue étrangère, titres d'œuvres, noms de bateaux, etc.
- Les citations ne sont pas en italique mais en corps de texte normal. Elles sont entourées par des guillemets français : « et ».
- Les listes à puces sont à éviter, des paragraphes rédigés étant largement préférés. Les tableaux sont à réserver à la présentation de données structurées (résultats, etc.).
- Les appels de note de bas de page (petits chiffres en exposant, introduits par l'outil «  Source ») sont à placer entre la fin de phrase et le point final[comme ça].
- Les liens internes (vers d'autres articles de Wikipédia) sont à choisir avec parcimonie. Créez des liens vers des articles approfondissant le sujet. Les termes génériques sans rapport avec le sujet sont à éviter, ainsi que les répétitions de liens vers un même terme.
- Les liens externes sont à placer uniquement dans une section « Liens externes », à la fin de l'article. Ces liens sont à choisir avec parcimonie suivant les règles définies. Si un lien sert de source à l'article, son insertion dans le texte est à faire par les notes de bas de page.
- La présentation des références doit suivre les conventions bibliographiques. Il est recommandé d'utiliser les modèles {{Ouvrage}}, {{Chapitre}}, {{Article}}, {{Lien web}} et/ou {{Bibliographie}}. Le mode d'édition visuel peut mettre en forme automatiquement les références.
- Insérer une infobox (cadre d'informations à droite) n'est pas obligatoire pour parachever la mise en page.

Pour une aide détaillée, merci de consulter Aide:Wikification.
Si vous pensez que ces points ont été résolus, vous pouvez retirer ce bandeau et améliorer la mise en forme d'un autre article.

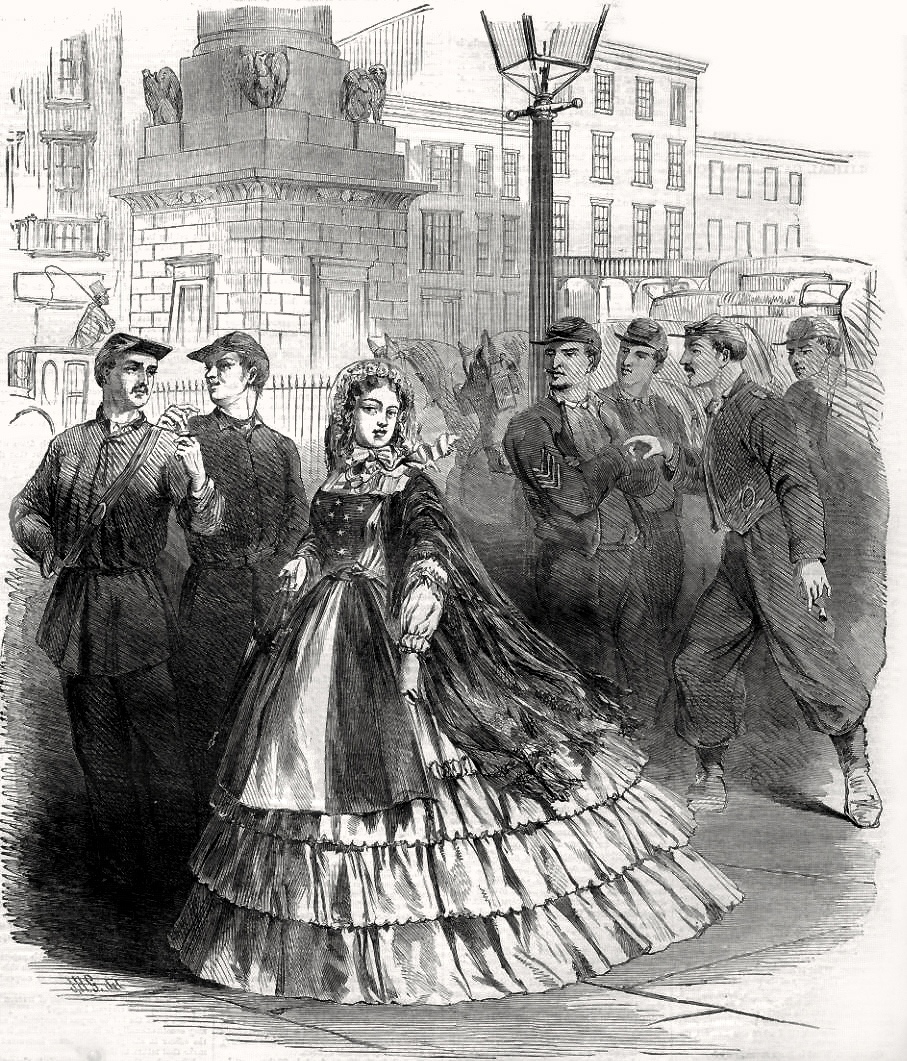
Illustration de la couverture du Harper's Weekly du 7 septembre 1861 montrant une belle du Sud.

La Southern belle (dérivé du mot français belle), ou Belle du Sud en français est une jeune femme blanche bien élevée et convenable, issue de la classe moyenne supérieure du sud des États-Unis.

## Origine
L'image de la Southern belle s'est développée dans le Sud des États-Unis, au XVIIIe siècle, à l'époque de l'antebellum, d'avant la guerre de Sécession. Il était basé sur la jeune femme célibataire de la classe supérieure propriétaire de plantations de la société du Sud des États-Unis. 

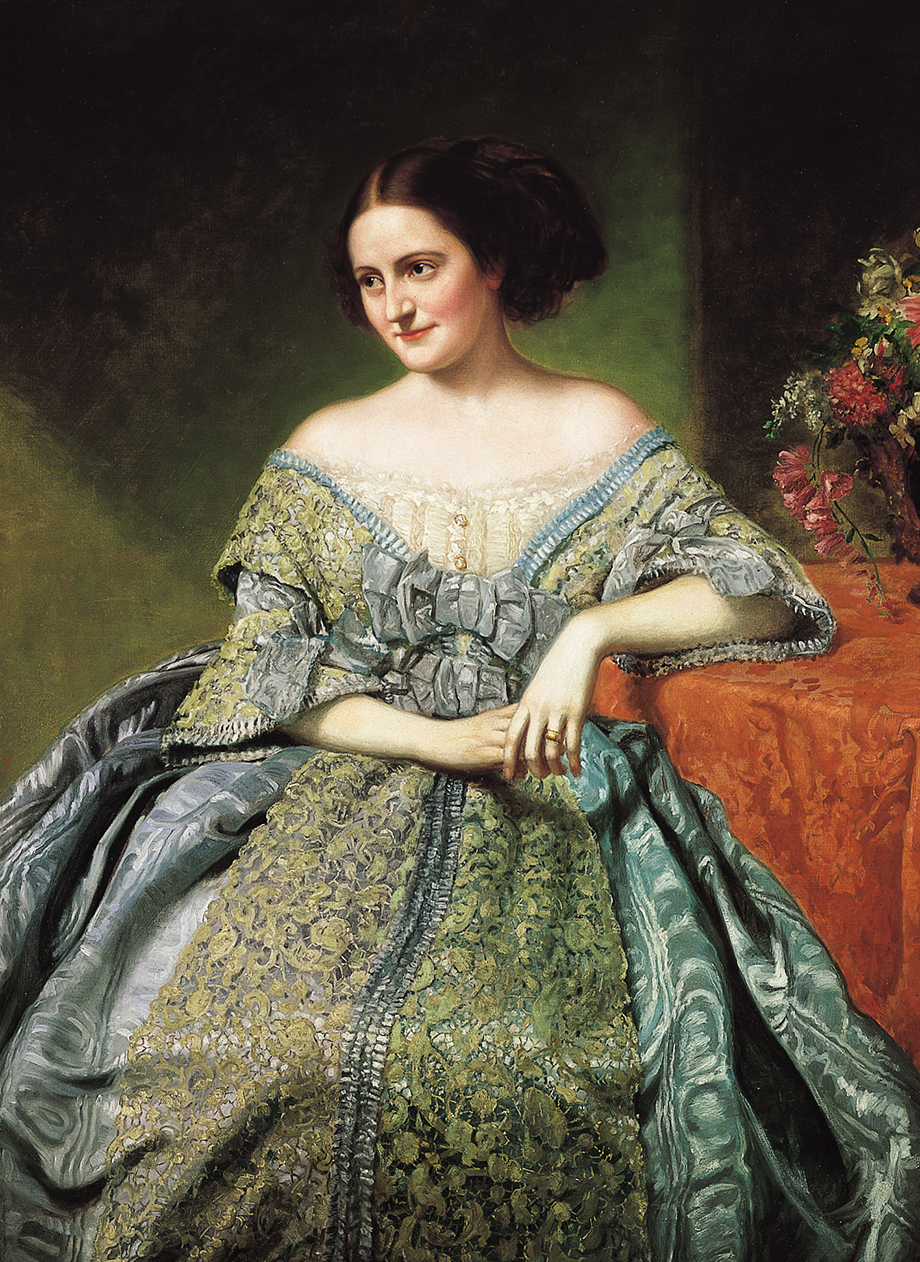
Sallie Ward, une belle du Sud

## Caractéristiques
L'image d'une Southern belle est souvent caractérisée par des éléments de mode tels qu'une jupe à cerceaux, un corset, des pantalettes, un chapeau de paille à large bord et des gants. Comme les signes de bronzage étaient considérés comme étant caractéristiques de la classe ouvrière et démodés à cette époque, les parasols et les éventails sont également souvent représentés.
Les Southern belles étaient censées épouser des jeunes hommes respectables et devenir des dames de la société dévouées à la famille et à la communauté. L'archétype de la belle du Sud se caractérise par l'hospitalité du Sud, la culture de la beauté et un comportement coquet mais chaste.  
Par exemple, Sallie Ward, qui est née dans l'aristocratie du sud du Kentucky dans l'Antebellum South, était appelée Southern belle.

## Dans la culture populaire
- Au début du XXe siècle, la sortie du roman Autant en emporte le vent et son adaptation cinématographique ont popularisé l'image de la Southern belle, notamment dans les personnages Scarlett O'Hara et Melanie Hamilton-Wilkes.
- Les Southern belles ont également été présentées dans d'autres films (Naissance d'une Nation, L'Insoumise, La Vipère, Potins de femmes, Beignets de tomates vertes, Fashion victime et La Princesse et la Grenouille), dans des séries télévisées (Les Fous du volant, et Hart of Dixie) et même dans des pièces de théâtre (Un tramway nommé Désir et La Ménagerie de verre).
- Dick Pope, Sr., promoteur du tourisme en Floride, a joué un rôle important dans la popularisation de l'image archétypale[4]. Les hôtesses de ses célèbres Cypress Gardens ont été décrites comme des Southern belles dans le matériel promotionnel du parc à thème [5].
- Daisy Duke est la Southern belle cousine de Luke et Bo Duke dans la série Shérif, fais-moi peur.
- Blanche Devereaux est une Southern belle  employée dans un musée d'art dans la série Les Craquantes.
- Peggy Hill est une Southern belle autoproclamée dans Les Rois du Texas, une série animée basée sur le Texas.
- Malicia des X-Men, s'auto-proclame comme la Southern belle de l'équipe de mutants et vient du comté fictif de Caldecott, dans le Mississippi.
- Dans la série d'animation Les Épées méga-magiques, Penny Plasm est une Southern belle.
- Dans la série d'animation Sonic the Hedgehog et ses adaptations en bandes dessinées, Bunnie Rabbot, une femelle lapin cyborg est une Southern belle.
- Cindy Bear est une grizzli et Southern belle de la série animée d'Hanna-Barbera, Yogi l'ours.
- Myrtle Urkel est une riche Southern belle cousine de Steve Urkel de la série télévisée La Vie de famille.